# Térkép a csillagokhoz
A Térkép a csillagokhoz (eredeti cím: Maps to the Stars) 2014-ben bemutatott kanadai-amerikai szatirikus dráma, melyet David Cronenberg rendezett. A főszereplők Julianne Moore, Mia Wasikowska, John Cusack, Robert Pattinson, Olivia Williams, Carrie Fisher és Sarah Gadon. A forgatókönyvet Bruce Wagner írta, aki a Térkép a csillagokhoz forgatókönyv tervei előtt, 2012-ben írt egy Halott csillagok („Dead Stars”) című könyvet is. Ez a második közös együttműködése Cronenbergnek és Robert Pattinsonnak a Cosmopolis után.

## Szereplők
| Színész          | Szerep             | Magyar hang      |
| ---------------- | ------------------ | ---------------- |
| Julianne Moore   | Havana Segrand     | Pápai Erika      |
| Mia Wasikowska   | Agatha Weiss       | Molnár Ilona     |
| Robert Pattinson | Jerome Fontana     | Gacsal Ádám      |
| John Cusack      | Dr. Stafford Weiss | Zalán János      |
| Olivia Williams  | Christina Weiss    | Solecki Janka    |
| Sarah Gadon      | Clarice Taggart    | Zakariás Éva     |
| Carrie Fisher    | önmaga             | Zsurzs Kati      |
| Niamh Wilson     | Sam                | Hermann Lilla    |
| Evan Bird        | Benjie Weiss       | Penke Bence      |
| Joe Pingue       | Arnold             | Csuja Imre       |
| Donald Burda     | Hank               | Galbenisz Tomasz |

## A film zenéje
Az összes szám szerzője Howard Shore.
| 1.    | Greyhound                   | 1:56 |
| 2.    | Set Me Free                 | 1:57 |
| 3.    | Stolen Waters               | 2:22 |
| 4.    | Wildfire                    | 2:25 |
| 5.    | A Little Crazy              | 3:21 |
| 6.    | Walk of Fame                | 1:31 |
| 7.    | Fire and Water              | 2:16 |
| 8.    | Asylum Corridor             | 1:45 |
| 9.    | Brother and Sister          | 1:06 |
| 10.   | Secrets Kill                | 2:43 |
| 11.   | Burn Out                    | 1:57 |
| 12.   | Love Is Stronger Than Death | 2:32 |
| 13.   | I'm Sorry                   | 2:41 |
| 14.   | I Write Your Name           | 3:47 |
| 15.   | Liberty                     | 2:10 |
| 16.   | Blanket of Stars            | 4:05 |
| 38:34 |                             |      |